# Стапарски пут (Сомбор)
| Стапарски пут   | Стапарски пут                   |
| --------------- | ------------------------------- |
|                 |                                 |
| Почетак         | Венац војводе Степе Степановића |
| Крај            | Обилазница и пут за Стапар      |
| Дужина          | 1600 m                          |
| Ширина          | 7 до 8 m                        |
| Створена        |                                 |
| Названа         |                                 |
| Стари називи    | Едварда Кардеља                 |
|                 |                                 |
|                 |                                 |
| Поглед на улицу |                                 |

Улица Стапарски пут једна је од најстаријих градских улица у Сомбору. Протеже се правцем који повезује Венац војводе Степе Степановића и води у правцу Стапара.

## Име улице
Име улице се није мењало, осим између 1981. И 1991. године, када је носила име некадашњег југословенског државника Едварда Кардеља.

## О улици
Сам почетак улице, куће које се ту налазе сазидане су у 19. веку. Куће у наставку улице су новијег датума. Како се развијао и ширио град тако се и ова улица продужавала.
Куће у овој улици су раније постојале само са њене десне стране до улице Самка Радосављевића. Са леве стране, од почетка 19. века, налази се здање Жупаније.
Крајем 19. века и током прве половине 20. века десна страна улице је знатно продужена, све до данашњег стадиона. Лева страна изграђена је до половине 20. века.
Улица је поплочана калдрмом крајем седамдесетих година 19. века, a асгфалтирана 1960. године.
У другој половини 20. века, седамдесетих година, приземне куће на десној страни улице постепено су рушене и на њиховом месту грађене вишесптнице. Управо од овог дела Стапарског пута почиње Нова Селенча, савремено урбано насеље, са више десетина вишеспратних стамбених зграда саграђених током претходних шест деценија.
Улица Стапарски пут се завршава у делу који представља индустријску зону града и где су смештени продајни објекти већих тржних центара и мегамаркета. 

## Суседне улице
- Венац војводе Степе Степановића
- Улица Самка Радосављевића
- Улица Подгоричка
- Улица Жарка Зрењанина
- Улица Војничка
- Улица Јована Цвијића
- Улица Боре Станковића
- Улица Јосипа Панчића
- Првомајски булевар
- Улица Фрање Рацког
- Улица Цара Душана
- Улица Милете Протића
- Улица Проте Матеје Ненадовића

## Стапарским путем

### Жупанија
На самом њеном почетку са леве стране је зграда Жупаније.
Репрезативна и монументална двоспратна палата бивше Бачко-бодрошке Жупаније је изузетно вредно и велико архитектонско дело, налази се код највећег градског парка. На архитектонској концепцији објекта и парка осећа се далеки утицај француских краљевских стилова и двораца.
Зграда одише свечаним изгледом.
Данас седиште управе Града и Западно-бачког округа, ово здање Сомбора је изграђено 1808. за смештај администрације Бач-бодрошке жупаније, а садашњи изглед је добио 1882. када су му дозидани бочни торњеви и зачеље.
Зграда данас има 270 просторија, корисне површине 8.750 м2, једна је од највећих подигнути грађевина тога времена у Војводини.

### Пореска управа
На самом десном углу (на броју 2), Стапарског пута и Венца војводе Степе Степановића, подигнута је, између 1954. и 1957. године, масовна зграда Народне банке. 
Касније је то Служба платног промета, а данас Пореска управа.

### Дом ученика средњих школа
На броју 1А са леве стране улице налази се Дом ученика средњих школа.
Дом је подигнут на месту некадашњих касарни из 18. века, почетком шездесетих година прошлог века.
У дому су смештени ученици који се школују ван свог места сталног боравка у средњим школама у Сомбору. Зграда Дома је у последњих неколико година потпуно реновирана.

### Аутобуска станицаСевертранс
Аутобуска станица која се налази са леве стране улице саграђена је 1977. године.

### Градски стадион
Почетком педесетих година, пред крај леве стране улице, саграђен је Градски стадион.

### Хиподром
На самом крају улице, са леве стране, увучен, на адреси ЈУГ 3, налази се Хиподром. Изграђен је 1963. године.
Традиционално, овде се већ дуже од пола века, у првој недељи августа, одржавају Коњичке трке за пехар "Сомборских новина", а од скоро и Дефиле јахача, фијакера и запрега, у организацији удружења љубитеља коња "Западна Бачка".
Сем ових објеката у улици су смештене фирме, услужне делатности и продавнице различите намене.

## Занимљивост
На самом почетку улице са десне стране на броју 6 налази се призмена кућа из друге половине 19. века, на чијој су фасади сачуване три топовске кугле из 1849. године. У тој кући данас је смештена Eurobank-a.

## Галерија
- Дрворед у улици
- Једна од три топовске кугле из 1849. године на фасади куће
- Дом ученика средњих школа
- Градски стадион
- Поглед на завршетак улице